# Luzerner Rundschau
Die Luzerner Rundschau war eine bürgerliche regionale Gratis-Wochenzeitung aus Luzern in der Schweiz. Sie erschien einmal wöchentlich, jeweils am Freitag, in Stadt und Region Luzern. Die erste Ausgabe erschien im November 1995.
Sie hatte eine verbreitete Auflage von 49'139 Exemplaren. Die Redaktion bestand aus Irene Müller, Stefan Kämpfen und Bettina Wyss-Siegwart, Geschäftsführer war Martin Plazzer.
Die Luzerner Rundschau war die viertgrösste Zeitung des Verlags Swiss Regiomedia AG in Baar ZG, der in der ganzen Deutschschweiz 24 weitere Wochenzeitungen herausgibt, darunter die Winterthurer Zeitung als grösste des Verlags, die St. Galler Nachrichten, die Wiler Nachrichten und die Aarauer Nachrichten. Der Verlag (damals Zehnder Regiomedia AG, Wil SG) wurde zusammen mit der ebenfalls der Familie Zehnder gehörenden Zuger Woche AG, die die Zuger Woche herausgibt, im August 2017 rückwirkend auf den 1. Januar 2017 von der BaZ Holding AG (heute: Zeitungshaus AG) übernommen, der bis zu deren Übernahme durch Tamedia auch die Basler Zeitung Medien mit der Basler Zeitung gehörten.
Die Zeitung wurde Ende 2023 an CH Media verkauft und in den Anzeiger Luzern integriert. Dieser wiederum wurde Ende Februar 2024 ebenfalls eingestellt. 